# Aricoris monotona
Aricoris monotona är en fjärilsart som beskrevs av Hans Ferdinand Emil Julius Stichel 1910. Aricoris monotona ingår i släktet Aricoris och familjen Riodinidae. Inga underarter finns listade i Catalogue of Life.